# Pieter Lutz
Petrus Gerardus Lutz (Delft, 13 augustus 1927 - Rotterdam, 20 augustus 2009) was een Nederlands acteur, die de laatste jaren bekend was door zijn rol als de vrekkerige Fred in Het Zonnetje in Huis. Hij was de jongste van de drie acterende broers Lutz: Ton (1919-2009) en Luc (1924-2001), en een oom van de eveneens acterende Joris Lutz. Hij deed in 1954 eindexamen aan de Amsterdamse Toneelschool en debuteerde als Kopereus in Een Midzomernachtdroom van William Shakespeare.
Pieter Lutz trouwde op 26 februari 1959 in Rotterdam met Ivonne Bernarda van Elburg (1940 - 2013). Uit dit huwelijk werden drie dochters geboren.
Pieter Lutz overleed in de zomer van 2009 op 82-jarige leeftijd aan een hartstilstand.

## Filmografie
- Het Zonnetje in Huis televisieserie - Fred van Zoomeren (62 afl., 1994-2003)
- De Sommeltjes televisieserie -  stem van Snoek Smallegange (2003)
- Toen was geluk heel gewoon televisieserie - Korteland (Afl. De auto, De wasserette)
- Ben zo terug televisieserie - Charles de Beaufort (Afl., Supermodelletje, 1999)
- Filmpje! (1995) - Rechter
- Lang leve de koningin (1995) - Sara's opa
- M'n dochter en ik televisieserie - Beertje (Afl., Hart op hol, 1995)
- De Victorie televisieserie - Anton Pellegrim (12 afl., 1994)
- Angie (1993) - Harry
- Ha, die Pa! televisieserie - Louis (Afl., Lang zal je leven, 1993)
- 12 steden, 13 ongelukken - café eigenaar ( Afl., Fataal Spel S04E02 1993)
- A Lonely Race (1992) - Rol onbekend
- Suite 215 televisieserie - Beunder (Afl., Van de hoed en de rand, 1992)
- Ha, die Pa! televisieserie - Loetje (Afl., Dagje Ouder, 1992)
- Laat maar zitten televisieserie - Ten Bruggencate (62 afl., 1988-1991)
- Amsterdamned (1988) - Schipper (woonboot)
- Hector (1987) - Bedrogen graaf
- Moordspel televisieserie - Paulo Fernandez (Afl., Riskant roulette, 1987)
- De ratelrat (1987) - Adjudant Opperhuizen
- Daar gaat de bruid  (Televisiefilm, 1986) - Bas de Korte
- Reagan: Let's Finish the Job televisieserie - Vader van Karen (Afl., Episode 1.3, 1986)
- Het wassende water (Mini-serie, 1986) - Hage Schreer
- Te Laat Geboren (Televisiefilm, 1985) - Charles Rusher
- Schoppentroef televisieserie - Dhr. Walraven (4 afl., 1984)
- De lift (1983) - Man in lift
- Mensen zoals jij en ik televisieserie - Chef RET (Afl., Champagne en kaviaar/De bekering/De laatste tram, 1983)
- Zeg 'ns Aaa televisieserie - Felix (Afl., De allessnijder, 1983)
- Knokken voor twee (1982) - Receptionist gemeentehuis
- Alleen op de wereld (1979) tekenfilmserie - Verteller
- Kant aan m'n broek! televisieserie - Mongicourt (5 afl., 1978)
- Ieder zijn deel televisieserie - Piet (Afl., Episode 2.7, 1978)
- Pastorale 1943 (1978) - Mertens
- Tussen wal en schip televisieserie - Rol onbekend (2 afl., 1977)
- Pagnol televisieserie - Dokter (Afl., Fanny, 1977)
- Tatort televisieserie - Eerst Hollandse politieofficier (Afl., Trimmel und der Tulpendieb, 1976)
- L'Homme d'Amsterdam televisieserie - Een gangster (2 afl., 1976)
- De holle bolle boom televisieserie - Rol onbekend (1975)
- Heb medelij, Jet! (1975) - Ober in deftig restaurant (1975)
- Kunt u mij de weg naar Hamelen vertellen, mijnheer? televisieserie - Ogterop Een (Afl., De prinsentoto, 1972|Afl., De kuddegeest, 1973)
- The Family (1973) - Cabotin
- De mikado (Televisiefilm, 1967) - Hang-Hang
- Box en Cox (Televisiefilm, 1965) - Rol onbekend
- Het geval Zonnebloem (Televisiefilm, 1964) - Jansen (Stem)
- Arthur en Eva televisieserie - De melkboer (Afl., Het testament, 1963)
- De overval (1962) - Agent Turksma
- De twee wezen (Televisiefilm, 1962) - Picard
- School voor volwassenen televisieserie - Arie Stoker (Afl., Episode 1.7, 1961)
- De vier dochters Bennet (Mini-serie, 1961) - Dominee Collins
- Bas Boterbloem televisieserie - Bas Boterbloem (11 afl., 1960-1961)
- Het geheim van de Eenhoorn (1959) - Jansen (Stem)
- De geheimzinnige ster (1959) - Jansen (Stem)
- De schat van scharlaken rackham (1959) - Jansen (Stem)
- De krab met de gulden scharen (1959) - Jansen (Stem)

### Stemacteur
- Tafeltje dek je, ezeltje strek je en knuppel uit de zak (1999) als verteller (in het Sprookjesbos van de Efteling)

- Gemeinsame Normdatei: 1061785734
- International Standard Name Identifier: 0000 0003 9327 1530
- MusicBrainz: cbb0585e-d5f8-4a63-a93a-24ecb19188b9
- Nederlandse Thesaurus van Auteursnamen: 073384771
- Virtual International Authority File: 287471523
- WorldCat: E39PBJvxrVP6jXkPtpVkvGQjG3